# Misumenops decolor
Misumenops decolor är en spindelart som först beskrevs av Kulczynski 1901.  Misumenops decolor ingår i släktet Misumenops och familjen krabbspindlar.
Artens utbredningsområde är Etiopien. Inga underarter finns listade i Catalogue of Life.